# Миа Малкова
Миа Малкова (англ. Mia Malkova), настоящее имя Мелисса Энн Мюррей (англ. Melissa Ann Murray, род. 1 июля 1992[…], Палм-Спрингс, Калифорния) — американская порноактриса.

## Биография
Малкова пришла в порноиндустрию в 2012 году, куда её пригласила школьная подруга Наташа Малкова. Миа начала сотрудничать с агентством Matrix Models. Малкова выбрала напоминающий русский псевдоним, чтобы казаться европейской супермоделью.
Известность к Малковой пришла после съёмок в фильмах студии Reality Kings. В декабре 2012 года Twistys назвали Миу Twistys Treat of the Month, а в 2013 году «Twistys Treat of the Year».
В июне 2014 года производитель игрушек для взрослых Doc Johnson объявил о выпуске новой игрушки, форма которой повторяет некоторые анатомические особенности Малковой.
В октябре 2016 года Миа стала «Киской месяца» журнала Penthouse.

### Вне порноиндустрии
У Мии есть брат, который устроился работать в порноиндустрии под именем Джастин Хант. 20 июля 2014 года Миа вышла замуж за порноактёра Дэнни Маунтина, но в 2018 году они разошлись.
У Малковой был свой канал на Twitch, где она записывала видео своих партий в разные игры.
В 2018 году снялась в документальном фильме Бог, секс и истина о женской красоте и сексуальности.
В декабре 2019 года вместе с геймером Trump выпустила песню «A Whole New World».
В апреле 2020 года вместе с другими звёздами порнофильмов снялась в клипе рэпера G-Eazy на песню «Still Be Friends». В октябре того же года снялась в клипе «Wondering Tonight» камеди-рок-группы Ninja Sex Party.

## Награды и номинации
| Список наград и номинаций | Список наград и номинаций | Список наград и номинаций | Список наград и номинаций | Список наград и номинаций                         |
| Год                       | Награда                   | Результат                 | Категория | Фильм                                             |
| ------------------------- | ------------------------- | ------------------------- | --- | ------------------------------------------------- |
| 2013                      | Dirty Dozen               | Победа                    | Мы хотим увидеть гораздо больше | н/д                                               |
| 2013                      | Galaxy Award              | Победа                    | Лучшая М/Ж сцена (вместе с Джонни Кастлом) | My Dad’s Hot Girlfriend 18                        |
| 2013                      | NightMoves Award          | Номинация                 | Лучшая новая старлетка | н/д                                               |
| 2013                      | Sex Award                 | Номинация                 | Самая горячая девушка (финалист) | н/д                                               |
| 2014                      | AVN Award                 | Победа                    | Лучшая лесбийская групповая сцена (вместе с Грейси Глэм и Рэйвен Рокетт) | Meow 3                                            |
| 2014                      | AVN Award                 | Номинация                 | Лучшая лесбийская сцена (вместе с Джесси Эндрюс) | Girl Crush 3                                      |
| 2014                      | AVN Award                 | Победа                    | Лучшая новая старлетка | н/д                                               |
| 2014                      | AVN Award                 | Номинация                 | Лучшая оральная сцена | Swallow This 30                                   |
| 2014                      | AVN Award                 | Номинация                 | Лучшая сцена мастурбации | All Natural: Glamour Solos 3                      |
| 2014                      | AVN Award                 | Номинация                 | Лучшая сцена секса парень/девушка (вместе с Мануэлем Феррарой) | Cuties 4                                          |
| 2014                      | AVN Award                 | Номинация                 | Лучшая сцена триолизма (Д/П/П) (вместе с Миком Блу и Рамоном Номаром) | Mia                                               |
| 2014                      | XBIZ Award                | Номинация                 | Лучшая новая старлетка | н/д                                               |
| 2014                      | XBIZ Award                | Номинация                 | Лучшая сцена — короткометражный фильм (вместе с Дэнни Маунтином) | Eternal Passion                                   |
| 2014                      | XBIZ Award                | Номинация                 | Лучшая сцена секса — только девушки (вместе с Маленой Морган) | We Live Together.com 29                           |
| 2014                      | XRCO Award                | Победа                    | Кремовая мечта года | н/д                                               |
| 2014                      | XRCO Award                | Номинация                 | Новая старлетка года | н/д                                               |
| 2015                      | AVN Award                 | Номинация                 | Награда поклонников: любимая порнозвезда (женщина) | н/д                                               |
| 2015                      | AVN Award                 | Номинация                 | Награда поклонников: самая горячая задница | н/д                                               |
| 2015                      | NightMoves Award          | Номинация                 | Лучшее тело | н/д                                               |
| 2015                      | RISE Award                | Победа                    | Самая горячая задница | н/д                                               |
| 2016                      | AVN Award                 | Номинация                 | Лучшая лесбийская сцена (вместе с Кенной Джеймс) | Mia Loves Girls                                   |
| 2016                      | AVN Award                 | Номинация                 | Лучшая оральная сцена (вместе с Айден Эшли) | Peter Pan XXX: An Axel Braun Parody               |
| 2016                      | AVN Award                 | Номинация                 | Лучшая сцена секса в фильме иностранного производства (вместе с Дэнни Ди, Жасмин Джей и Тиной Кэй) | League of Frankenstein                            |
| 2016                      | AVN Award                 | Номинация                 | Награда поклонников: любимая порнозвезда (женщина) | н/д                                               |
| 2016                      | AVN Award                 | Номинация                 | Награда поклонников: самая эпическая задница | н/д                                               |
| 2016                      | AVN Award                 | Номинация                 | Награда поклонников: социальная медиазвезда | н/д                                               |
| 2016                      | NightMoves Award          | Номинация                 | Лучшая задница | н/д                                               |
| 2016                      | RISE Award                | Номинация                 | Самая горячая задница | н/д                                               |
| 2016                      | XBIZ Award                | Номинация                 | Лесбийская исполнительница года | н/д                                               |
| 2016                      | XBIZ Award                | Номинация                 | Лучшая сцена секса — гонзо (вместе с Дэнни Маунтином) | Ass Worship 16                                    |
| 2017                      | AVN Award                 | Номинация                 | Лучшая лесбийская групповая сцена (вместе с Мэдисон Айви и Николь Энистон) | Tasty Treats                                      |
| 2017                      | AVN Award                 | Номинация                 | Лучшая сцена мастурбации/стриптиза | Mia                                               |
| 2017                      | AVN Award                 | Номинация                 | Лучшая сцена триолизма (Д/Д/П) (вместе с Миком Блу и Стейси Карр) | Mia                                               |
| 2017                      | DVDerotik Award           | Номинация                 | Задница года | н/д                                               |
| 2017                      | DVDerotik Award           | Номинация                 | Тело года | н/д                                               |
| 2017                      | NightMoves Award          | Номинация                 | Лучшая исполнительница | н/д                                               |
| 2017                      | NightMoves Award          | Номинация                 | Лучшая порноактриса-стриптизёрша | н/д                                               |
| 2017                      | XBIZ Award                | Победа                    | Лучшая актриса — полнометражный фильм | Preacher’s Daughter                               |
| 2017                      | XBIZ Award                | Номинация                 | Лучшая актриса тематического фильма — пары | Switch                                            |
| 2017                      | XBIZ Award                | Номинация                 | Лучшая сцена секса — полнометражный фильм (вместе с Блэр Уильямс) | Preacher’s Daughter                               |
| 2017                      | XBIZ Award                | Номинация                 | Лучшая сцена секса — пары (вместе с Анникой Элбрайт, Дэнни Маунтином и Миком Блу) | Open Couples                                      |
| 2018                      | AVN Award                 | Номинация                 | Лучшая анальная сцена (вместе с Маркусом Дюпри) | Big Anal Asses 6                                  |
| 2018                      | Fleshbot Award            | Победа                    | Лучшая задница | н/д                                               |
| 2018                      | NightMoves Award          | Номинация                 | Лучшая задница | н/д                                               |
| 2018                      | Pornhub Award             | Победа                    | Самая горячая женская задница (награда поклонников) | н/д                                               |
| 2018                      | Pornhub Award             | Номинация                 | Самая популярная исполнительница | н/д                                               |
| 2018                      | Pornhub Award             | Победа                    | Самая популярная исполнительница по версии женщин | н/д                                               |
| 2018                      | Urban X Award             | Победа                    | Лучшая парная сцена (вместе с Джейсоном Лавом) | Interracial Icon 7                                |
| 2018                      | Urban X Award             | Номинация                 | Межрасовая звезда года | н/д                                               |
| 2018                      | XBIZ Award                | Номинация                 | Лучшая актриса тематического фильма — пары | Love on the Line                                  |
| 2018                      | XBIZ Award                | Номинация                 | Лучшая сцена секса — пары (вместе с Дэнни Маунтином) | Love on the Line                                  |
| 2019                      | AVN Award                 | Победа                    | Лучшая сцена группового секса (вместе с Абеллой Дейнджер, Алексом Джонсом, Анджелой Уайт, Аной Фокс, Бамбино, Вики Чейз, Джессой Роудс, Кирой Нуар, Миком Блу, Райаном Дриллером, Рики Джонсоном и Тори Блэк)                                   | After Dark                                        |
| 2019                      | AVN Award                 | Номинация                 | Лучшая сцена триолизма (Д/Д/П) (вместе с Вики Чейз и Маркусом Дюпри) | Anal Threesomes 4                                 |
| 2019                      | AVN Award                 | Номинация                 | Мейнстрим-предприятие года | God, Sex and Truth                                |
| 2019                      | Fleshbot Award            | Номинация                 | Лучшая задница | н/д                                               |
| 2019                      | Fleshbot Award            | Победа                    | Лучшая сцена группового секса (вместе с Абеллой Дейнджер, Алексом Джонсом, Анджелой Уайт, Аной Фокс, Бамбино, Вики Чейз, Джессой Роудс, Кирой Нуар, Миком Блу, Райаном Дриллером, Рики Джонсоном и Тори Блэк)                                   | After Dark                                        |
| 2019                      | Pornhub Award             | Победа                    | Королева минета — лучшая исполнительница минета | н/д                                               |
| 2019                      | Pornhub Award             | Номинация                 | Красота чёрного входа — лучшая анальная исполнительница | н/д                                               |
| 2019                      | Pornhub Award             | Номинация                 | Самая популярная исполнительница | н/д                                               |
| 2019                      | Pornhub Award             | Номинация                 | Самая популярная исполнительница по версии женщин | н/д                                               |
| 2019                      | XBIZ Award                | Номинация                 | Лучшая сцена секса — полнометражный фильм (вместе с Дэнни Маунтином и Маркусом Дюпри) | Fuck Free or Die Hardcore                         |
| 2019                      | XBIZ Europa Award         | Номинация                 | Лучшая актриса | An American Nymphomaniac in London                |
| 2019                      | XBIZ Europa Award         | Номинация                 | Лучшая сцена секса — полнометражный фильм (вместе с Крисом Даймондом) | An American Nymphomaniac in London                |
| 2019                      | XBIZ Europa Award         | Номинация                 | Лучшая сцена секса — полнометражный фильм (вместе с Анни Авророй, Люси Харт и Рики Манчини) | Sex Games                                         |
| 2019                      | XBIZ Europa Award         | Номинация                 | Международная кроссовер-звезда | н/д                                               |
| 2020                      | Fleshbot Award            | Номинация                 | Лучшая премиум-социальная медиазвезда | н/д                                               |
| 2020                      | Pornhub Award             | Номинация                 | Королева минета — лучшая исполнительница минета | н/д                                               |
| 2020                      | Pornhub Award             | Номинация                 | Самая популярная исполнительница | н/д                                               |
| 2020                      | XBIZ Award                | Номинация                 | Лучшая сцена секса — гонзо (вместе с Маркусом Дюпри и Миком Блу) | DP Me 8                                           |
| 2021                      | AVN Award                 | Победа                    | Мейнстрим-предприятие года (вместе с Айви Вульф, Алиной Лопес, Арианой Мари, Вики Чейз, Габби Картер, Кирой Нуар, Мией Мелано, Нией Наччи, Серай Минкс, Сесилией Лайон, Скарлит Скандал, Скин Даймонд, Эйвери Кристи, Эми Майли и Эмили Уиллис) | Still Be Friends/Moana (музыкальные видео G-Eazy) |
| 2021                      | XBIZ Award                | Номинация                 | Премиум-социальная медиазвезда года | н/д                                               |
| 2022                      | Pornhub Award             | Номинация                 | Лучшая исполнительница с большими сиськами | н/д                                               |
| 2022                      | Pornhub Award             | Номинация                 | Лучшая лесбийская исполнительница | н/д                                               |
| 2022                      | Pornhub Award             | Номинация                 | Самая популярная исполнительница | н/д                                               |
| 2022                      | XBIZ Award                | Номинация                 | Премиум-социальная медиазвезда года | н/д                                               |
| 2023                      | Pornhub Award             | Номинация                 | Лучшая лесбийская исполнительница | н/д                                               |
| 2023                      | Pornhub Award             | Номинация                 | Самая популярная исполнительница | н/д                                               |
| 2023                      | Pornhub Award             | Номинация                 | Самая популярная исполнительница по версии женщин | н/д                                               |
| 2023                      | XBIZ Award                | Номинация                 | Премиум-социальная медиазвезда года | н/д                                               |
| 2024                      | Pornhub Award             | Номинация                 | Самая популярная исполнительница | н/д                                               |
| 2024                      | Pornhub Award             | Номинация                 | Самая популярная исполнительница по версии женщин | н/д                                               |
| 2025                      | Pornhub Award             | Номинация                 | Самая горячая задница (награда поклонников) | н/д                                               |